# Der Standard
Der Standard (Eigenschreibweise DER STANDARD) ist eine in Wien erscheinende österreichische Tageszeitung. Sie wurde 1988 von Oscar Bronner nach dem Vorbild der New York Times gegründet. Ihr Webauftritt ist seit 1995 derStandard.at. Von der deutschen Bundeszentrale für politische Bildung wird sie als linksliberal eingestuft.

## Geschichte

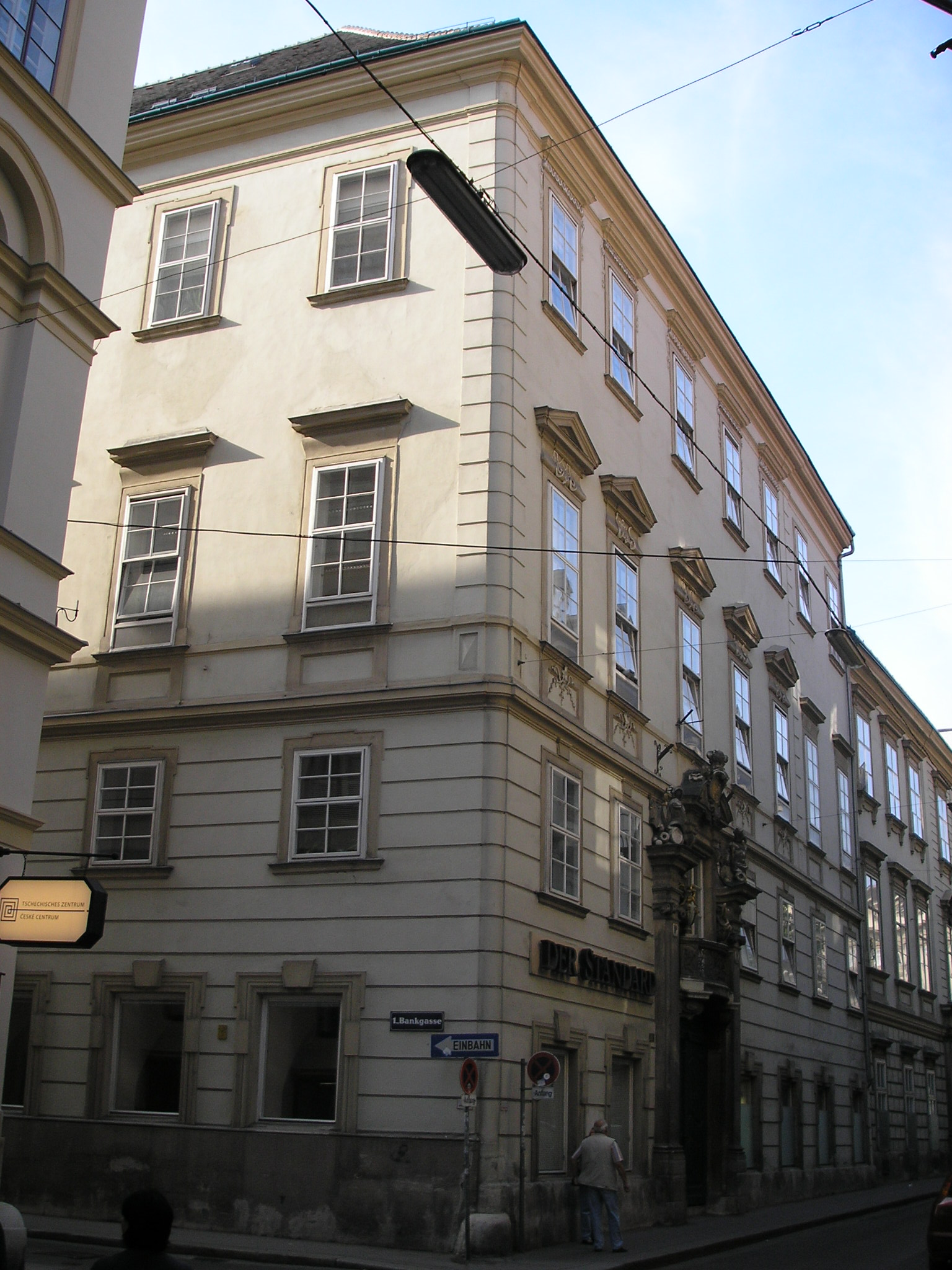
Palais Orsini-Rosenberg (Teil des Palais Batthyány) in der Herrengasse in Wien, bis Ende 2012 Redaktionssitz

Die Zeitung wurde von Oscar Bronner gegründet, zur Finanzierung der Neugründung beteiligte sich der Axel Springer Verlag mit 50 %. Der Name Der Standard wurde erst nach den ersten Ausgaben festgelegt. Probeausgaben, sogenannte Nullnummern, erschienen unter dem Titel Wirtschaftsblatt. Man einigte sich schließlich auf Der Standard nach Vorbildern aus dem englischsprachigen Raum, wo Zeitungen wie der London Evening Standard existieren. Die erste Ausgabe des Standard erschien am 19. Oktober 1988. Der Standard erschien zunächst nur fünfmal pro Woche – fürs Erste ohne Chronik- und Sportressort. Im Jahre 1995 wurde derStandard.at als erster Webauftritt einer deutschsprachigen Zeitung eingerichtet, der am 2. Februar 1995 online ging. Dieser verfügte zunächst über eine eigene Redaktion, obgleich die Inhalte der Printausgaben ebenfalls online veröffentlicht wurden.
Am 1. Juli 2007 wurde Alexandra Föderl-Schmid zweite Chefredakteurin neben Oscar Bronner, diese Position hatte zuvor seit 1992 Gerfried Sperl bekleidet. Mit dem 1. Oktober 2012 wurde Föderl-Schmid zusätzlich Co-Herausgeberin des Standard und von derStandard.at. Im Mai 2017 wurde bekannt gegeben, dass Föderl-Schmid Ende August nach 27 Jahren ihre Tätigkeit beim Standard beenden werde. Im November 2017 folgte ihr Martin Kotynek als Chefredakteur nach. Die interimistische Leitung übernahm Föderl-Schmids Stellvertreter Rainer Schüller. Anfang Oktober 2023 wurde bekanntgegeben, dass Martin Kotynek den Standard verlässt und die stellvertretende Chefredakteure Nana Siebert, Petra Stuiber und Rainer Schüller als Team die Leitung der Redaktion übernehmen. Seit April 2024 ist Gerold Riedmann Chefredakteur.
Ende 2012 übersiedelte die Standard-Mediengruppe in das Haus Vordere Zollamtsstraße 13 im 3. Wiener Gemeindebezirk, einst Hauptanstalt der Zentralsparkasse der Gemeinde Wien.
Am 19. Juni 2013 wurden Print und Online schließlich nicht nur räumlich, sondern auch organisatorisch zusammengelegt.
Im Herbst 2021 vereinbarten der Standard und Der Spiegel eine redaktionelle Kooperation mit investigativer Zusammenarbeit zu österreichischen politischen Themen, unter anderem schreibt Oliver Das Gupta für beide Medien.

## Papierfarbe
Nach dem Vorbild der Financial Times wird Der Standard seit seinem ersten Erscheinen nach Eigenbeschreibung auf lachsfarbenem Zeitungspapier (2021: 45 g/m²) gedruckt (der Farbton wird häufig auch als rosa rezipiert), damit ist Der Standard die einzige österreichweite Tageszeitung, die auf gefärbtem Papier gedruckt wird.
Eine bisher einmalige Ausnahme bei der Papierfarbe gab es 1998: zum Start des österreichischen Mobilfunkanbieters ONE am 26. Oktober 1998 erschien eine Wochenendausgabe des Standard als Werbung auf hellblauem Papier, da das Logo von ONE teilweise in blau gehalten war, die Ausgabe wurde wegen des Wochenendes und darauffolgenden Feiertages über Selbstverkaufstaschen vertrieben.

## Verlagsangaben

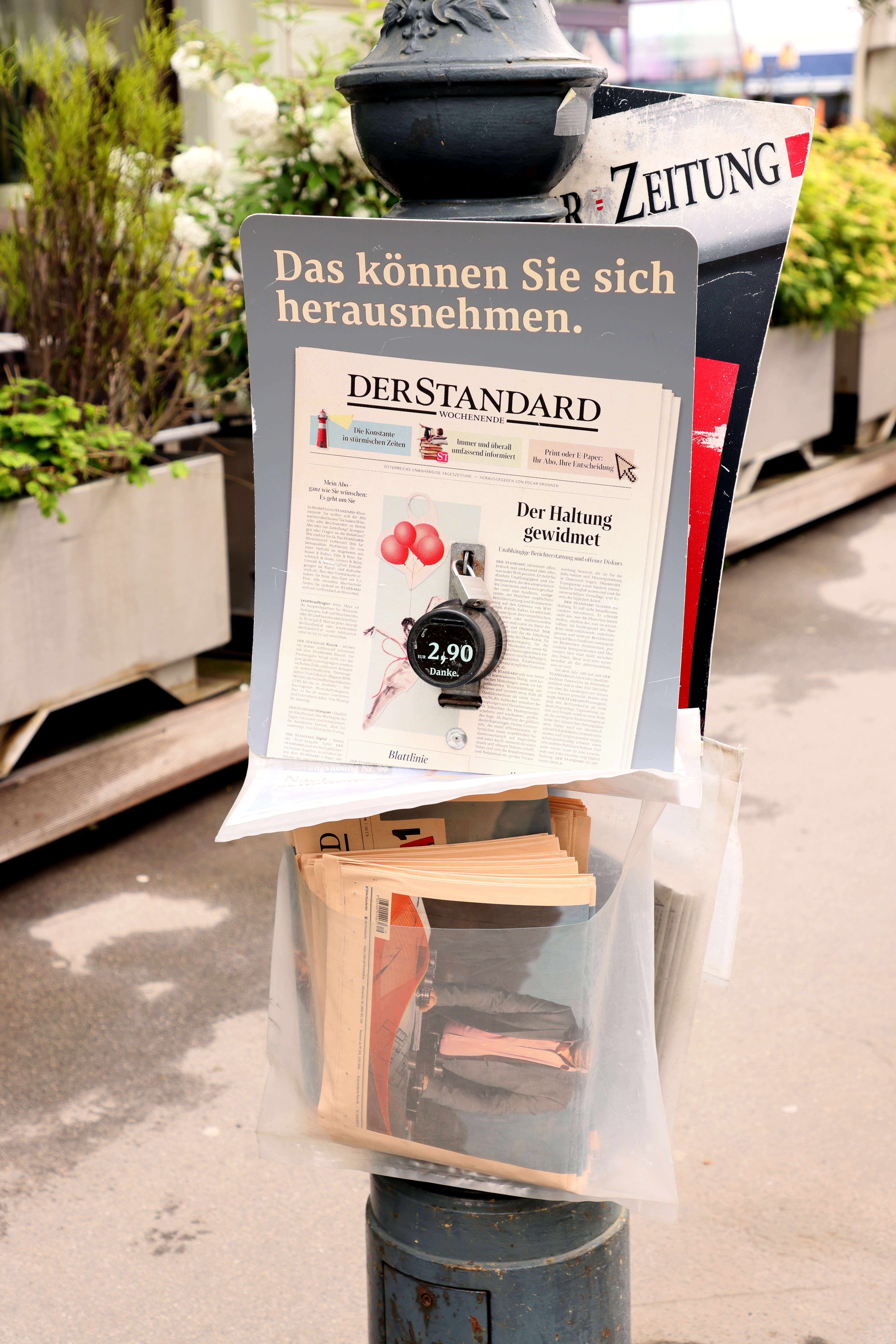
Straßenverkauf der Wochenendausgabe in Wien (2022)

Verlegt wird die Zeitung von der eigenen Standard Verlagsgesellschaft m.b.H. Verlagsort ist Wien, Erscheinungsort war bis Ende 2009 das niederösterreichische Tulln, wo die Zeitung von Goldmann Druck gedruckt wurde. Seit 2010 wird Der Standard in der Mediaprint-Druckerei produziert, wodurch sich das Berliner Format von 315 × 470 auf 300 × 450 mm verkleinerte.
2013 erschien Der Standard Kompakt erstmals als kleinformatige Ausgabe, zunächst nur als Promotion-Aktion, dann auch im Abonnement.

### Eigentümerstruktur
Bei Gründung der Zeitung im Jahr 1988 hielten Oscar Bronner und der Axel Springer Verlag je 50 % am Zeitungsverlag. 1995 kaufte Bronner die Springer-Anteile zurück, gab jedoch im April 1998 erneut 49 % ab – diesmal an den Süddeutschen Verlag. Weitere 41 % wurden in die Bronner Familien-Privatstiftung überführt, zehn Prozent der Anteile behielt Oscar Bronner selbst. Am 13. August 2008 kaufte die Bronner Online AG die Anteile der Süddeutschen Zeitung, womit Der Standard fast zu 100 % im Besitz von Bronner beziehungsweise seiner Stiftung ist. Nach der letzten Reorganisation ist die Eigentümerstruktur der STANDARD Medien AG folgendermaßen:
- Bronner-Familien-Privatstiftung: 85,64 %
- Oscar Bronner: 12,55 %
- Rest: Aktionäre

Die Standard Medien AG mit einem Jahresumsatz von 61,6 Mio. € (2024), ist zu 100 % Eigentümerin der Standard Verlagsgesellschaft m.b.H. und derStandard.at GmbH.
Der Standard ist – wie die meisten österreichischen Tageszeitungen – Genossenschafter der Austria Presse Agentur.

### Reichweite und Marktanteil
Der Standard ist überregional ausgerichtet und unterhält eigene Redaktionen in den Bundesländern Steiermark, Oberösterreich und Kärnten. Laut Media-Analyse 2023 liegt die Markenreichweite bzw. Cross-Media-Reach beim Standard bei 10,8 Prozent der Menschen Österreich ab 14 Jahren, das entspricht 832.000 Nutzern über Print und Online.
Der Kronen Zeitung weist die Media-Analyse hier 28,2 Prozent Markenreichweite Print und online aus, dem Kurier 9,3 Prozent, Heute 15,5, der Kleinen Zeitung 9,9 und der Presse 4,6 Prozent.
Mit 6:46 Minuten Usetime pro Visit bzw. Verweildauer liegt Der Standard als Dachangebot unter den ausgewiesenen Medienangeboten in der ÖWA vorn, ebenso mit 7:30 Minuten als Einzelangebot.

## Inhaltliche Angaben

### Inhalt und Blattlinie
Der Standard ist dem Ehrenkodex der österreichischen Presse verpflichtet und bezeichnet seine Blattlinie als liberal und unabhängig.
Der Standard veröffentlicht regelmäßig Kommentare von international bekannten Persönlichkeiten wie Joseph E. Stiglitz, Peter Singer. Freitags liegt dem Standard die selbstproduzierte Hochglanzbeilage Rondo bei, in der über Mode, Kosmetik, Reisen, Design, Technik, Essen, Musik und Film berichtet wird. Jeden Montag liegt eine meist achtseitige, englischsprachige Beilage mit Auszügen aus der New York Times bei.
Der Standard organisiert und sponsert seit 1998 jährlich den Publikumspreis des Vienna International Film Festival (Viennale). 2006 folgte der Standard dem Beispiel der Süddeutschen Zeitung und begann die Herausgabe einer Cinemathek mit der 295-teiligen DVD-Serie Der österreichische Film (Stand: 2018). Die Standard-Redaktion wählt dafür „sehenswerte“ und „beliebte“ österreichische Filme aus.

### Mitarbeiter
Mitarbeiter in leitenden journalistischen Funktionen:
- Chefredakteur:
  - bis 2007: Gerfried Sperl und Oscar Bronner
  - 2007 bis 2017: Alexandra Föderl-Schmid
  - 2017 bis 2023: Martin Kotynek[8]
  - ab 2024: Gerold Riedmann[25]
- Stellvertretende Chefredakteure[26]: Petra Stuiber, Rainer Schüller, Nana Siebert
- Chefs vom Dienst[26]: Irene Brickner, Manuel Escher, Michaela Kampl, Noura Maan, Michael Matzenberger, Lisa Nimmervoll, Birgit Riegler, Daniela Rom, Michael Simoner, Olivera Stajic-Fidler, Zsolt Wilhelm (Lt. Audio) (Otto Ranftl † 2014)
- Leitende Redakteure: Eric Frey (Textchef), Gudrun Harrer, Thomas Mayer,
- Ressortleiter:
  - Außenpolitik: Manuela Honsig-Erlenburg
  - Innenpolitik: Michael Völker, Oona Kroisleitner
  - Wirtschaft: Joseph Gepp
  - Kultur: Stefan Weiss
  - Wissenschaft: Tanja Traxler
  - Chronik: Michael Simoner
  - Sport: Philip Bauer
  - Web: Alexander Amon
  - Edition Zukunft: Philip Pramer
  - Medien: Harald Fidler
  - Newsteam: Davina Brunnbauer
  - Investigativ: Fabian Schmid
  - Audio & Video: Zsolt Wilhelm

Für die Glosse im Einserkastl – eine Textbox auf der Titelseite – wechselten sich bald nach der Gründung der Zeitung Hans Rauscher („rau“) und Daniel Glattauer („dag“) ab, wobei „rau“ zumeist innenpolitische Themen kommentierte, während „dag“ zumeist humorvoll von alltäglichen, häufig kuriosen Wahrnehmungen, häufig österreichische Eigenheiten, erzählte. Mit dem Jahreswechsel 2008/2009 kündigte Glattauer eine halbjährige Pause an, von der er allerdings nicht zur Zeitung zurückkehrte. Etabliert als Autoren des Einserkastls sind inzwischen montags Julya Rabinowich sowie unter der Woche Gudrun Harrer und Hans Rauscher. Ein- bis mehrmals wöchentlich finden sich auf der stets als letzte Seite der aktuellen Zeitung platzierten Kommentarseite Kommentare von unter anderen Chef vom Dienst Eric Frey sowie von den Kommentatoren und Redakteuren Gudrun Harrer, Thomas Mayer, Christoph Prantner, Conrad Seidl, Nina Weißensteiner und Irene Brickner.
Für die teils unregelmäßig erscheinenden Kolumnen zeichne(te)n unter anderem Antonio Fian, Barbara Coudenhove-Kalergi, Paul Lendvai, Florian Scheuba, Otto Ranftl († 2014), Julya Rabinowich, Hans Rauscher, Gerfried Sperl und Günter Traxler verantwortlich. Der Schachteil, in dem sich Spiele samt Rätsel sowie Spielkommentare finden, wird seit 1990 von ruf & ehn (Michael Ehn) betreut. Als fester Bestandteil der Zeitung hat sich auch der Kommentar der Anderen etabliert, eine bis zwei Seiten des Kommentarteiles, auf denen täglich Experten, Wissenschaftler oder Politiker zu aktuellen Themen Standpunkte oder Forderungen vertreten, wobei häufig an aufeinanderfolgenden Tagen dem Standpunkt der jeweiligen Gegenseite ebenso viel Platz geboten wird.
Karikaturen werden unter anderem von Oliver Schopf sowie, in unregelmäßiger Folge, von vielen anderen Karikaturisten beigesteuert.

## Onlineausgaben

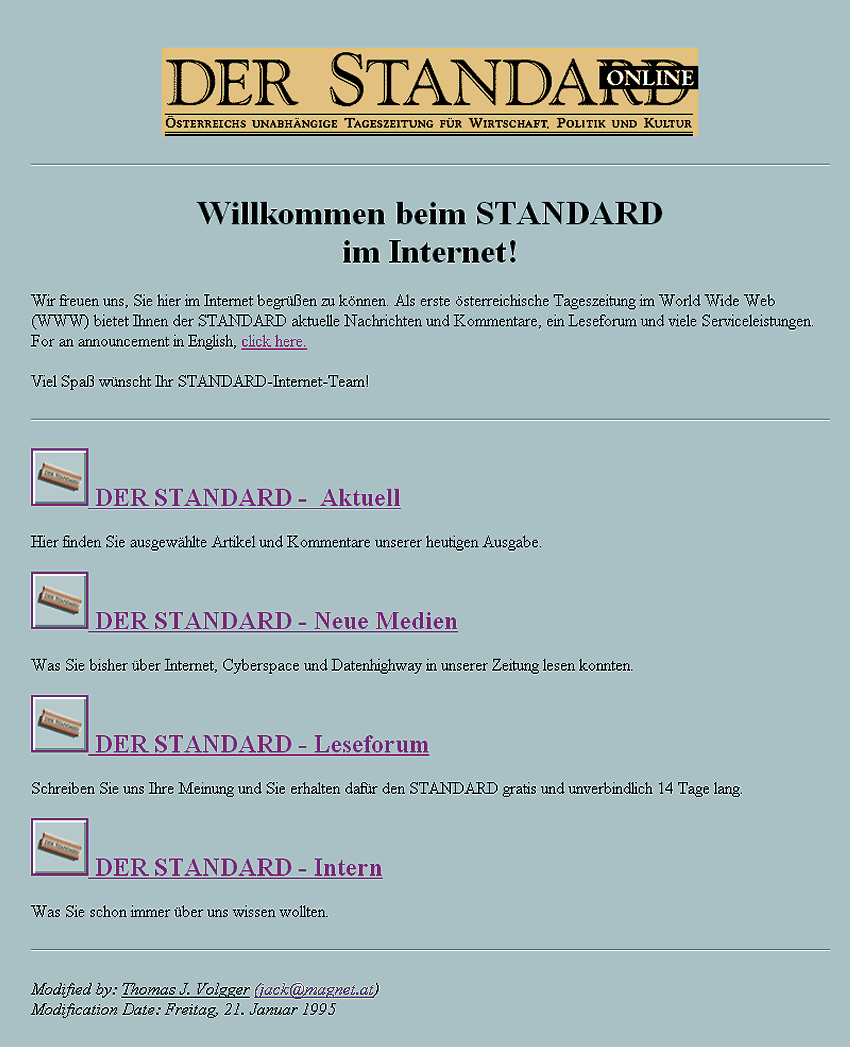
Screenshot der ersten Onlineausgabe aus dem Jahr 1995. Das Titellogo entspricht einer Faksimile der Papierausgabe auf gelb-orange-rosa Papier

Mit derStandard.at startete die Zeitung 1995 als erste deutschsprachige Tageszeitung im Internet. Die Internetausgabe der Zeitung erhielt bald eine eigene Redaktion, die zusätzlich zu den gedruckten Berichten auch eigene Berichte online stellte. Sie wurde als eigenes Unternehmen ausgelagert, welches später mit der Printausgabe fusioniert wurde.
Bei der durchschnittlichen Verweildauer im Oktober 2021 der österreichischen Medien liegt der derstandard.at auf Platz eins (07:00 Minuten) gefolgt von orf.at (06:34 Minuten) und krone.at (05:31 Minuten).

### dieStandard.at

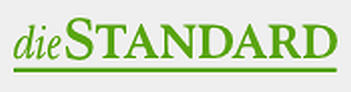
Logo der „DieStandard“-Website

Am 8. März 2000 ging dieStandard.at online, das auf Frauenpolitik, Geschlechterthemen und Feminismus konzentrierte Portal.
Entstanden ist es aus einer Initiative von Print- und Onlineredakteurinnen der Tageszeitung. Artikel werden zum Teil auch von derstandard.at verlinkt oder aus der Printausgabe übernommen. Ina Freudenschuß wurde 2010 vom österreichischen FrauenNetzwerk Medien mit dem Journalistinnen-Preis Die Spitze Feder ausgezeichnet, weil sie es in ihrer Berichterstattung über bzw. mit Frauen in sehr umfassender und nachhaltiger Weise schaffe, die Emanzipationsfahne hoch zu halten.
Auf Grund fortgesetzter Flame-Wars und oft misogyner Postings wurde dort ab Oktober 2008 ein postingfreier Dienstag eingerichtet, um die Aufmerksamkeit der Leser wieder verstärkt auf die eigentlichen Inhalte zu lenken.
dieStandard vergab zwischen 2010 und 2015 den Negativpreis „Zitrone“ für sexistische Werbe- und Medieninhalte.

### daStandard.at
Anfang 2010 kam mit daStandard.at ein Portal für Migranten zum Onlineangebot hinzu, das im April 2011 mit dem Civis – Europas Medienpreis für Integration ausgezeichnet wurde. daStandard.at wurde Ende 2016 eingestellt.

### derStandard.de
Im Juli 2017 ging mit derStandard.de ein Portal online, das sich explizit an Nutzer in Deutschland richtet. Die neue Website soll auch als Testlabor für die österreichische Seite dienen.

### DerStandardDigital.at
Früher war DerStandardDigital.at die Bezeichnung und Webadresse der Onlineversion der Zeitung. Das vollständige e-Paper und sonstige Printinhalte sind seit dem Wechsel der Adresse auf derStandard.at zu finden.